# アダルティズム
アダルティズム（adultism）とは、子どもは大人の支配下にあるという考え方、または年齢に基づく主に若者に対する偏見のこと。

## 概要
アダルティズムは、「大人は子どもよりも優れていて、若者の同意なしに若者に対して影響を与える権利があるとする思い込みに基づく振る舞いや態度」と定義される。これは、「大人の態度、思想、信念、行動に依存すること」とも捉えられる。アダルティズムは若者に対するあらゆる差別を説明するために広く使われており、単に年齢を根拠に偏見を持つ年齢主義とは区別される（年齢主義は若者だけを対象としたものではないという点で）。アダルティズムは、表面上は子どもや若者に対する恐怖心によって引き起こされる。

## 解釈
若者文化が成立する1950年代以前の一般的な思想として定着しており、「ティーンエイジャー」や「青年期」と呼ばれる時期の若年者特有の思想や価値観の存在を容認しない姿勢を有する。戦後に入って世界で同時多発的に"アダルティズムの否定"という概念が誕生することになった。
「敗戦まで、日本には「青年期」がなかったとさえいわれている。それは、日本では、青年期の人々が一人前の人格として殆ど認められなかったからであろう。徴兵検査を境にして、それ以前は判断力のない子供として扱われていたのが、それ以後は、急に大人として待遇されるようになるのである。子供と大人との途中の段階がなかったことが、十代の若い世代から、発言力を奪っていたのである。ところが戦後、ティーン・エイジャーズが、一つの世代として問題にされはじめたのは、彼らが、何らかの発言力をえたことの証拠で あろう」（1954年11月号『知性』（河出書房）110頁) 
1950年代以前に誕生している文化は、そのほとんどがアダルティズムの思想を根底として形成されており、その際たる例が成人儀礼である。つまりはある一定年齢に達した時点で「子供」から「大人」へと心身ともに強制的な変化を施され、それに伴ってルールやマナー、ポライトネスなど、行動様式まで「大人」に改変することが求められた。ただし民族の中には成人儀礼に命を落とす危険性を持つ程の厳しさを設けている社会もあり、その変化に順応できない者も少なくなかった。このように世の中には「子供」と「大人」という概念しか存在せず、両者は全くの別世界と言ってもいいほどに隔てられていた。それ故に子供は"大人の世界"に対して多少の憧れを持ち、紳士淑女になることを夢見る者も少なくなかった（大人の統制下《理想像の不在下》における早熟化）。
逆に1950年代以降に誕生した文化は、いずれも"アダルティズムの否定"を根底として形成されているため、大人は大人らしく、子供は子供らしくあるべきという思想はあくまでも破綻している。これはかつての強制・義務から解放される"自由の達成"を意味しており、「子供」と「大人」の間の敷居をなくし、その中間に「青年期」と呼ばれる概念を見出した。ただしその一方で、自由との引き換えに社会的な強制力が消失したことで人格の形成は個人に委ねられ、「大人の精神的または身体的（視覚的）低年齢化」や「子供の早熟化（大人の不十分な統制下《理想像の不在下》における早熟化、性の低年齢化）」など、"暗黙的な社会規範の崩壊"という新たな問題が発生しはじめている。なお、この問題には戦後における宗教の影響力低下も関与している。
また、「大人」と「子供」との間に社会的な隔たりを設けざるを得ない事情もあることから、若者はその通念に板挟みにされているとも言うことができる。それは身体的なリスクや責任能力の有無を考慮する場合であり、酒やタバコ、性行為、あるいは運転や選挙権なども当てはまる。例えば恋愛では、若年層の性行為は、かつては忌まわしい行為であったが、現在ではむしろ推奨されるような風潮さえあり（「肉食系」「草食系」といった言葉の誕生）、また一方では、大人の性行為が小説や映画など様々な作品に昇華されるのに対して、若者ではそれは適用されず、作品にはあくまでもプラトニック・ラブが要求される。このように若者は、それぞれの年代の通念や価値観に振り回されているとも言えるのである。
アダルティズムに基づく文化は「伝統」とも密接な関わりを有している。それは年齢を重ねるにつれて適応力や好奇心、情報処理能力が低下することで保守的傾向が強く表れてくるためである。即ち、彼ら「大人」が中心の社会において創造される文化は、過去から続く絶え間ない連鎖を取り入れること（＝保守）に重きが置かれ、それは「伝統」として顕在化するのである。その歴史の長さから円熟味を持ち緻密かつ濃厚な文化形成がなされ、また保守性から家族的傾向を有するのも一つの特徴である。
一方で「若者」の文化を取り巻く様相はその逆である。若年者の場合、適応力、好奇心などの高さに加えて、経験・体験の少なさや、アイデンティティの確立の過程で発生する反抗的態度から、その思考は革新的傾向・破滅的傾向を有する。即ち、過去の連鎖を断ち切り伝統の破壊を求める。現在では「若者」が文化形成の中心となっていることは前述の通りであるが、その中で誕生する文化は非常にクリエイティブであり、また突発的である。過去に縛られず突発的なために文化は常に変化しており、ブームやトレンドの移り変わりが早い。つまり文化が成熟することなく全く新たな文化が生まれていくため、その文化自体は表面的であり円熟味に欠け、また反抗的態度から非家族的であるのも特徴である。
ただし、これら「大人」と「若者」の思考や文化の違いは、時代によって変化するものではなく、普遍的なものである。いつの時代も若者は新たな文化を創造し、既存の社会通念に対して反抗的態度を示しがちである（例：かぶき者、モボ・モガ、若者言葉など）。つまり重要なのは、社会の主導権がどちらに帰属しているかである。若者はあくまでも大人の支配下にあるのか、それともそうでないのか、が焦点となる。若者文化が主流となって社会を席巻する機会を得たのは1950年代以降のことであり、そして完全に大人の支配から逃れ独立していったのが1980 - 1990年代以降のことである。それ以前は、若者文化が存在してきたあるいは容認されてきた中にも未だ社会にアダルティズムの思想が根強く残っていた時代であり、大人の支配下の中で若者文化が形成されていたのである。
その過渡期のわかりやすい例として、1960年代における「六本木族」とレストラン「キャンティ」の関係がある。六本木族は日本における若者文化の草創期を代表する若者グループであるが、彼らが集っていたのがキャンティであった。キャンティはアダルティズムに基づくれっきとした高級料理店であり、本来の感覚では若者の近づくような場所ではなかった。しかしながらオーナーは積極的に若者を招き入れ、大人と若者に交流の機会を与えた。店のモットー「子供の心をもつ大人たちと、大人の心をもつ子供たちのために作られた場所」にも表れているように、アダルティズムと若者文化の交錯が見られていたのである。
若者文化の台頭は新たな問題を引き起こす。それは一つに、年長者の意見を介さなくとも若年層の間だけで文化が生成されるために、年長者の存在意義が薄れていくという懸念である。若者の視点からすると、アダルティズムでは年長者を理想像とする一方で、若者文化では同世代が理想像となる。これは即ち、「若年者」と「高齢者」の層の分断をも意味している。あるいはもう一つに、人々が青年期を人生のピークと捉え、それが社会通念となることで、若者たちが自身の未来に対してネガティブなイメージを有してしまうという懸念である。アダルティズムの利点は、人生のピークを未来に与えることである。常に理想像が未来に存在するために希望が生まれる。一方で青年期を人生のピークとした場合、青年期を過ぎた時点で、その原動力は後悔やノスタルジアに変化する。

### 実例
ハイカルチャーはアダルティズムの傾向が強く、サブカルチャーは若者文化の傾向が強い。実際に、古くはハイカルチャーが文化の主流であったのに対し、現代ではサブカルチャーが文化の主流となっている。
欧米では1960 - 1970年代にスーツを普段着として使用することがなくなり、日本では1970年代に和服を普段着として使用しなくなった。いずれも100年以上続いた伝統であったが、若者文化によって発せられたラフでカジュアルな服装に取って代わられた。ハロウィンやクリスマスは、かつては家族的な伝統行事の意味合いが強かったが、1980 - 1990年代に若者文化に吸収されたことによって、非家族的な恋人（未婚者）や友人と過ごす記念日の意味合いが強くなっている。テーマパークも同様にして、初期は親が子供を連れて行く家族的な場所であったが、後に若い恋人や友人同士で訪れる非家族的な場所に変化しはじめている。
音楽分野で言えば、アダルティズムに基づく文化はクラシック音楽やジャズ、演歌など、若者文化に基づく文化はロックやポップミュージック、ヒップホップ、アイドル音楽などである。クラシック音楽演奏会におけるドレスコードや演歌歌手の着物姿は、まさしくアダルティズムの保守性を表す典型例である。ジャズバーやジャズクラブはかつての欧米では暗黙的なドレスコードが存在していたが、現在では消失しつつある。
また、映画やドラマ、コマーシャルでは、主人公の容姿や性格に世間の嗜好が色濃く表れるため、アダルティズムや若者文化に対する大衆の関心の変遷を、新旧の映像作品を通して視覚的に評価が可能である。現代では、高校時代や大学時代の物語、夢追う若者の物語の作品が、かつてのように「青春」として改めて記号づけする必要がないほど、日常的なものになっている。
どの例をとってしても、「若年者」と「高齢者」の層の分断は進行しつつある。全世代が共通して認知している文化は年々減少しており、インターネットの普及はそれを加速させた。中でも日本では「NHK紅白歌合戦」の視聴率の推移がその変化を顕著に表している。